# Cambra de Diputats de la Nació Argentina
La Cambra de Diputats de la Nació Argentina, oficialment Honorable Cambra de Diputats de la Nació Argentina (Honorable Cámara de Diputados de la Nación Argentina), és al costat de la Cambra de Senadors una de les dues càmeres que formen el Congrés Nacional, que constitueix el poder legislatiu de la República Argentina.
És coneguda informalment com a cambra baixa, per oposició a la Cambra de Senadors, coneguda com a cambra alta. La cambra està integrada per 257 diputats nacionals que representen directament el poble argentí. Tenen mandats de quatre anys i poden ser reelegits indefinidament. Són triats utilitzant el sistema de representació proporcional d'Hondt en cada un dels 24 districtes autònoms que integren la federació (23 províncies i la Ciutat Autònoma de Buenos Aires). Cada dos anys la Cambra renova la meitat dels seus membres.
La Cambra de Diputats té atribucions exclusives en matèria de creació d'impostos i reclutament de tropes. També és qui ha de formular les acusacions que puguin desembocar en un judici polític añ president de la República, al vicepresident, als ministres d'Estat o als membres de la Cort Suprema. Aquestes acusacions són formulades davant del Senat de la Nació Argentina i requereixen una aprovació de les dues terceres parts de la Cambra.
Con en la Cambra de Senadors, redacta el seu reglament intern i pot decidir el disciplinament o fins i tot l'expulsió dels seus propis integrants. Els seus integrants tenen furs parlamentaris que impedeixen que siguin detinguts, però poden ser revocats pels components restants de la Cambra si es formulés una ordre judicial que ho requerís.
Segons la llei 22 847 el nombre de diputats que correspon a cada districte és d'1 diputat cada 161.000 habitants o fracció superior a 80.500. No obstant això, aquesta llei també estableix que cap districte no pot tenir menys de 5 diputats o posseir menys diputats que els que tenia el 1976. El nombre de membres hauria d'ajustar-se als resultats de cada cens efectuat cada deu anys, però això no ha passat des de la recuperació de la democràcia el 1983.
A partir de 2019 es va establir un sistema de paritat de gènere en els òrgans legislatius nacional i subregional (Congrés Nacional i Parlament del Mercosur), que obliga a intercalar igualitàriament homes i dones en totes les llistes de candidats.
La cambra posseeix un canal de televisió anomenat Diputados TV (DTV), pel qual es transmeten sessions en viu i programes informatius.

## Autoritats (2019)
| Càrrec                      | Titular           | Bloc                 |
| --------------------------- | ----------------- | -------------------- |
| Presidència                 | Sergio Massa      | Frente de Todos      |
| Vicepresidència 1a          | Álvaro González   | Juntos por el Cambio |
| Vicepresidència 2a          | José Luis Gioja   | Frente de Todos      |
| Vicepresidència 3a          | Alfredo Cornejo   | Juntos por el Cambio |
| Secretari Parlamentari      | Eduardo Cergnul   |                      |
| Secretari Administratiu     | Rodrigo Rodríguez |                      |
| Prosecretaría Parlamentària | Marta Luchetta    |                      |
| prosecretari Administratiu  | Florencia Romano  |                      |

## Membres per província
L'elecció es duu a terme per cada districte electoral (23 províncies i la Ciutat Autònoma de Buenos Aires), amb la distribució següent:
| Província              | Diputats |
| ---------------------- | -------- |
| Ciudad de Buenos Aires | 25       |
| Buenos Aires           | 70       |
| Catamarca              | 5        |
| Chaco                  | 7        |
| Chubut                 | 5        |
| Córdoba                | 18       |
| Corrientes             | 7        |
| Entre Ríos             | 9        |
| Formosa                | 5        |
| Jujuy                  | 6        |
| La Pampa               | 5        |
| La Rioja               | 5        |
| Mendoza                | 10       |
| Misiones               | 7        |
| Neuquén                | 5        |
| Río Negro              | 5        |
| Salta                  | 7        |
| San Juan               | 6        |
| San Luis               | 5        |
| Santa Cruz             | 5        |
| Santa Fe               | 19       |
| Santiago del Estero    | 7        |
| Tierra del Fuego       | 5        |
| Tucumán                | 9        |

## Seu
La Cambra de Diputats de la República Argentina ocupa l'hemicicle posterior del Palacio del Congreso, un imponent edifici d'estil eclèctic amb predominança del neoclassicisme, projectat el 1896 per l'arquitecte italià Vittorio Meano. El palau va ser inaugurat en les sessions de 1906, encara que l'obra es va finalitzar totalment el 1946, amb el revestiment exterior en marbre de l'hemicicle de diputats.